# NGC 1999

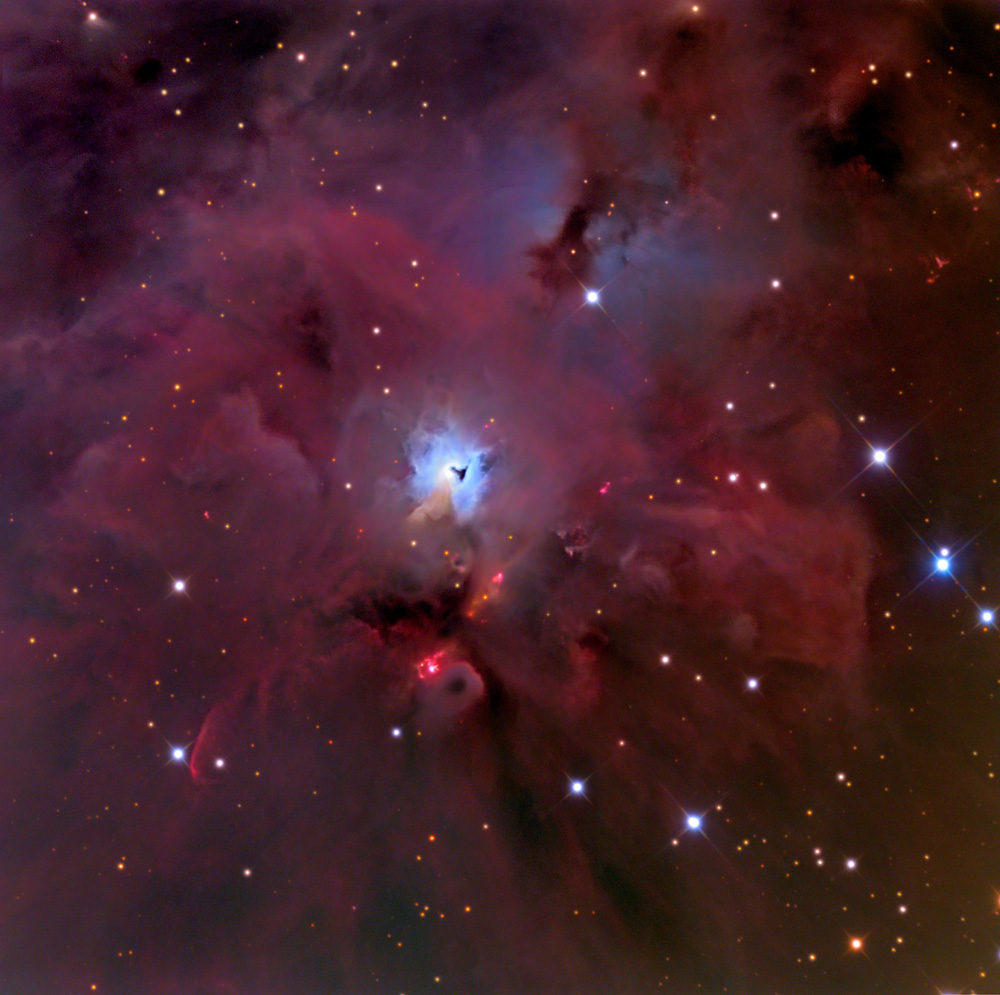
Den övergripande nebulosan med det mindre hålet visas i sitt sammanhang

NGC 1999, även känd som Det kosmiska nyckelhålet, är en stoftfylld diffus nebulosa med ett stort tomrum representerat av en svart fläck på himlen, vilket kan ses på fotografiet. Den befinner sig på 1 500 ljusårs avstånd från solen i stjärnbilden Orion. Den är en reflektionsnebulosa och lyser av ljuset från den variabla stjärnan V380 Orionis. HH 1/2, det första igenkända Herbig-Haro-objektet, ligger nära NGC 1999.
Man trodde tidigare att den svarta fläcken var ett tätt moln av stoft och gas som blockerade ljus som normalt skulle passera igenom, kallat en mörk nebulosa. Analys av denna fläck med infrarödteleskopet Herschel (9 oktober 2009), som har förmågan att penetrera sådant tätt molnmaterial, resulterade i fortsatt svart rymd. Detta ledde till tron att antingen molnmaterialet var oerhört tätt eller att ett oförklarligt fenomen hade upptäckts.
Med stöd från markbaserade observationer gjorda med submillimeterbolometerkameror på radioteleskopet Atacama Pathfinder Experiment (29 november 2009) och Mayallteleskopen (Kitt Peak-observatoriet) och Magellanteleskopen (4 december 2009), fastställdes det att fläcken ser svart ut, inte för att den är en extremt tät gasficka, utan för att den verkligen är tom. Den exakta orsaken till detta fenomen undersöks fortfarande, (2018) även om det har antagits att smala gasstrålar från några av de unga stjärnorna i regionen punkterade damm- och gasskiktet, liksom att kraftfull strålning från en närliggande mogen stjärna kan ha bidragit till att skapa hålet. Forskare tror att denna upptäckt borde leda till en bättre förståelse av hela stjärnbildningsprocessen.